# Copa de las Naciones UCI sub-23 2011
La Copa de las Naciones UCI sub-23 2011 fue la quinta edición del calendario ciclístico creado por la Unión Ciclista Internacional para corredores menores de 23 años.
Estuvo compuesto por seis carreras (una menos que en la edición anterior), tres de ellas por etapas y 3 de un día. Las carreras que salieron del calendario fueron el Gran Premio de  Portugal y el Giro de las Regiones que dejaron de disputarse, mientras que ingresó la Toscana-Terra di ciclismo, creada ese año. Los puntos obtenidos en las mismas dieron como ganador a Francia quedando Italia y Dinamarca en segundo y tercer lugar respectivamente.

## Resultados
| Fecha     | País         | Carrera                          | Categoría | Vencedor                | Vencedor (Países) | Líder (Países) |
| --------- | ------------ | -------------------------------- | --------- | ----------------------- | ----------------- | -------------- |
| 9/4       | Bélgica      | Tour de Flandes sub-23           | 1.Ncup    | Salvatore Puccio        | Italia            | Italia         |
| 13/4      | Francia      | La Côte Picarde                  | 1.Ncup    | Arnaud Démare           | Francia           | Francia        |
| 16/4      | Países Bajos | ZLM Tour                         | 1.Ncup    | Luke Rowe               | Reino Unido       | Francia        |
| 19/4-23/4 | Italia       | Toscana-Terra di ciclismo        | 2.Ncup    | Georg Preidler          | Austria           | Francia        |
| 2/6-5/6   | Canadá       | Coupe des Nations Ville Saguenay | 2.Ncup    | Christopher Juul Jensen | Dinamarca         | Francia        |
| 4/9-11/9  | Francia      | Tour del Porvenir                | 2.Ncup    | Esteban Chaves          | Colombia          | Francia        |

## Clasificación
| Pos. | País           | Puntos |
| ---- | -------------- | ------ |
| 1º   | Francia        | 116    |
| 2º   | Italia         | 94     |
| 3º   | Dinamarca      | 80     |
| 4º   | Bélgica        | 53     |
| 5º   | Reino Unido    | 51     |
| 6º   | Kazajistán     | 49     |
| 7º   | Alemania       | 44     |
| 8º   | Estados Unidos | 44     |
| 9º   | Austria        | 44     |
| 10º  | Rusia          | 37     |